# XI з'їзд РКП(б)
Одинадцятий З'їзд Російської комуністичної партії (більшовиків) — проходив в Москві з 27 березня по 2 квітня 1922 року. 687 делегатів від 532000 членів партії.

## Порядок денний
- Політичний і організаційний звіт ЦК;
- Звіти Ревізійної комісії і ЦКК;
- Звіт делегації РКП в Комінтерні;
- Профспілки;
- Про Червону Армію;
- Фінансова політика;
- Підсумки чищення партії і зміцнення її рядів;
- Співдоповіді: Про роботу серед молоді, Про друк і пропаганду.

З питань, що обговорювалися, прийняті відповідні резолюції, а також:
- Про роботу в селі;
- Про завдання і цілі контрольних комісій;
- Положення про контрольні комісії;
- Про роботу серед робітниць і селянок;
- Про деяких членів колишньої «робочої опозиції».

## Рішення з'їзду
На з'їзді було обрано:
- Центральний Комітет: 27 членів, 19 кандидатів у члени ЦК
- Центральна ревізійна комісія: 3 члени
- Центральна Контрольна Комісія: 5 членів, 2 кандидати в члени ЦКК

### Персональний склад членів Центрального комітету РКП (б), обраний з'їздом
1. Андреєв Андрій Андрійович
2. Бухарін Микола Іванович
3. Ворошилов Климент Єфремович
4. Дзержинський Фелікс Едмундович
5. Зеленський Ісаак Абрамович
6. Зінов'єв Григорій Овсійович
7. Калінін Михайло Іванович
8. Каменєв Лев Борисович
9. Коротков Іван Іванович
10. Куйбишев Валеріан Володимирович
11. Ленін Володимир Ілліч
12. Молотов В'ячеслав Михайлович
13. Орджонікідзе Григорій Костянтинович
14. Петровський Григорій Іванович
15. Радек Карл Бернгардович
16. Раковський Христіан Георгійович
17. Риков Олексій Іванович
18. Рудзутак Ян Ернестович
19. Сапронов Тимофій Володимирович
20. Смирнов Олександр Петрович
21. Сокольников Григорій Якович
22. Сталін Йосип Віссаріонович
23. Томський Михайло Павлович
24. Троцький Лев Давидович
25. Фрунзе Михайло Васильович
26. Чубар Влас Якович
27. Ярославський Омелян Михайлович

Персональний склад кандидатів у члени Центрального Комітету ВКП(б), обраний з'їздом:
1. Бадаєв Олексій Єгорович
2. Бубнов Андрій Сергійович
3. Гусєв Сергій Іванович
4. Кисельов Олексій Семенович
5. Кіров Сергій Миронович
6. Комаров Микола Павлович
7. Кривов Тимофій Степанович
8. Лебідь Дмитро Захарович
9. Лепсе Іван Іванович
10. Лобов Семен Семенович
11. Мануїльський Дмитро Захарович
12. Михайлов Василь Михайлович
13. Мікоян Анастас Іванович
14. П'ятаков Георгій Леонідович
15. Рахімбаєв Абдулло Рахімбайович
16. Сафаров Георгій Іванович
17. Смілга Івар Тенісович
18. Сулімов Данило Єгорович
19. Шмідт Василь Володимирович

Персональний склад членів Центральної Ревізійної Комісії ВКП(б), обраний з'їздом:
1. Курський Дмитро Іванович
2. Ногін Віктор Павлович
3. Скворцов-Степанов Іван Іванович

Персональний склад членів Центральної контрольної комісії ВКП(б), обраний з'їздом:
1. Варенцова Ольга Панасівна
2. Коростельов Олександр Олексійович
3. Сольц Арон Олександрович
4. Ченцов Іван Дмитрович
5. Шкірятов Матвій Федорович

Персональний склад кандидатів у члени Центральної контрольної комісії ВКП(б), обраний з'їздом:
1. Муранов Матвій Костянтинович
2. Самойлов Федір Микитович